# براشت (آلمان)
براشت (به آلمانی: Brecht) یک شهر در آلمان است که در بیتبورگ-پروم واقع شده‌است. براشت ۲۵۲ نفر جمعیت دارد.